# زمینه‌گرایی
زمینه‌گرایی به سازگاری با زمینه‌های کالبدی تاریخی و اجتماعی فرهنگی گفته می‌شود و هر پدیده‌ای در محیط پیرامون خود تأثیر می‌گذارد و از آن تأثیر می‌گیرد و در تعامل با یکدیگر هستند.

## معنای لغوی
زمینه(context) در لغت به معنای مجموعه شرایط یا واقعیت‌هایی است که یک موقعیت یا شرایط را در بر می‌گیرد و همچنین به معنای شرایطی که چیزی در آن اتفاق می‌افتد و به شما کمک می‌کند تا آن را درک کنید. مراد از زمینه همان متن بستر و محیطی است که معماری در آن شکل می‌گیرد و هم محتوا و شکل را در بر می‌گیرد.

## زمینه‌گرایی در معماری
معماری زمینه‌گرا به ضرورت توجه به محیط پیرامون اثر معماری تأکید دارد و بر این باور است که توازن میان معماری و محیط می‌تواند هم برای خود اثر و هم برای زمینه عاملی مؤثر و تقویت‌کننده باشد. زمینه‌گرایی الگویی است برای خلق محیط مطلوب‌تر لذا شناخت و آگاهی بیشتر و درکی عمیق‌تر نسبت به زمینه و محیط برای معماران و طراحان امری ضروری و اجتناب ناپذیر است. معماری زمینه‌گرا تلاشی است برای نشان دادن توان محیط مطلوب بصری در مقیاسی کلان‌تر از معماری پیام معماری زمینه‌گرا ضرورت توجه به محیط کالبدی پیرامون اثر معماری است.